# Ātman
Ātman (devanāgarī आत्मन्) è un termine sanscrito di genere maschile, che indica l'"essenza" o il "soffio vitale". Significa letteralmente Sé, ed è l'Esistenza-Coscienza assoluta e non-duale in noi; in quanto tale è identico al Brahman, l'Assoluto Metafisico.

## Primi significati del termine
Tale termine compare per la prima volta nel Ṛgveda, la più antica raccolta degli inni vedici (XX-XV secolo a.C.) dove indica che l'essenza, il soffio vitale, di ogni cosa è identificabile nel Sole (Sūrya):
(Ṛgveda I, 115,1)
Esso trae il significato da varie radici an (respirare), at (andare) va (soffiare).
Nel Śatapatha Brāhmaṇa, uno dei commentari in prosa dei Veda probabilmente composti in un periodo compreso tra il X secolo l'VIII secolo a.C., questa descrizione come "essenza" e "soffio che dà la vita" propria del Ṛgveda viene interpretata come un'unità, trascendente ed immanente al tempo stesso, di tutta la Realtà cosmica e in questo senso un analogo del Brahman, la formula sacrificale che genera e mantiene il Cosmo.
Le successive riflessioni degli Āraṇyaka, con l'importanza data alla «coscienza di Sé» (prajñātman), e poi delle Upaniṣad, intorno all'VII-IV secolo a.C., iniziano a delineare l'ātman come Sé individuale distinto eppure inscindibile dal Sé universale (Brahman).

## L'ātmannelleUpaniṣad
Nelle Upaniṣad il termine "ātman" ricorre innumerevoli volte, è il perno centrale sul quale ruota tutta la riflessione upaniṣadica, una ricerca sull'essenza ultima dell'individuo. Il termine vi ricorre però con molti significati, che vanno intesi come analogie o aspetti volti a spiegare ciò che non è certo spiegabile con gli elementi del linguaggio. "Ātman" indica via via il corpo, il soffio vitale, la coscienza spirituale, il vero soggetto dell'uomo, il Sé del mondo, e come elemento ultimo in questa scala ricostruita, Brahman medesimo. È questa identità fra ātman e Brahman il caposaldo che la letteratura critica delle Upaniṣad individua quale risultato rimarchevole.

### Brahmaneātman
(Māṇḍūkya Upaniṣad, 2; citato in Panikkar, p. 991)
Secondo Raimon Panikkar quella fra ātman e Brahman può intendersi come un'identità qualificata: qualifica l'essenza individuale, il Sé, come la realtà del Tutto: la realtà ultima di ogni cosa non è che la realtà ultima in quanto tale, il che si può anche enunciare affermando che la trascendenza assume significato in relazione all'immanenza.
Giuseppe Tucci interpreta scrivendo che Brahman è il polo oggettivo della realtà, la sua proiezione soggettiva è l'ātman.
Conseguenza della relazione fra l'ātman e il Brahman, è uno dei concetti nucleari nelle religioni e correnti filosofiche hindu: la corrispondenza-equivalenza fra umano e divino, o, in altri termini, l'equivalenza fra microcosmo e macrocosmo. L'essenza dell'umano è il divino; l'essenza ultima di ogni singolo vivente è il suo essere divino: questo è uno fra i più pregnanti aspetti dell'equivalenza fra ātman e Brahman. Questa corrispondenza la si ritrova, per esempio, in maniera evidente in alcuni culti tantrici, dove ogni parte del corpo umano è sede di un aspetto del divino; la si può cogliere nel rispetto per ogni essere vivente, essendo anche gli animali dotati di Sé (secondo alcune dottrine); nell'interpretazione dei fenomeni naturali come espressione del divino; nello Yoga, termine che vuol dire "unione", dove unione si riferisce proprio al legame, da conquistare, fra il Sé, l'ātman, e Brahman (spesso identificato con un Dio personale).
Un'altra notevole conseguenza dell'equivalenza fra l'ātman e Brahman la si ha sul piano teologico: Dio non è totalmente altro da noi, noi siamo fatti della stessa sostanza di Dio. Pensare a un Dio completamente trascendente è persino blasfemo:
(da Bṛhadāraṇyaka Upaniṣad, I, 4, 10; citato in Alain Daniélou, Miti e dèi dell'India, traduzione di Verena Hefti, BUR, 2008)
La realtà dell'ātman non è però immediatamente evidente, l'ātman va ri-conosciuto, e questo è il fine ultimo dell'uomo, la sua liberazione (mokṣa), quella che gli consente, dopo la morte, di ritornare in Brahman:
(Chāndogya Upaniṣad III 14, 4; citato in Panikkar, p. 984)

L'invito a seguire questa strada, a meditare sull'ātman, è ripetuto più volte nelle Upaniṣad, ma c'è un passo che la letteratura critica ha evidenziato fra gli altri, un passo, anzi una frase, che è quasi il condensato dell'intera ricerca, perché enuncia in maniera evidente, semplice e molto espressiva il collegamento fra l'individuo, l'ātman e Brahman:

L'enunciazione, ripetuta più volte, è nel dialogo fra Uddālaka Āruṇi e suo figlio Śvetaketu, nella sesta parte della Chāndogya Upaniṣad. Śvetaketu, dopo aver studiato per dodici anni i Veda nel suo periodo di noviziato come brahmacārin, torna a casa. Il padre gli illustra allora quell'insegnamento per il quale ciò che non si è conosciuto è come se lo si avesse conosciuto. Il dialogo fra padre e figlio procede, e:
(Chāndogya Upaniṣad VI, 8, 6-7, in Upaniṣad, cura e traduzione di Carlo Della Casa, Torino, UTET, 1976, p.248)
Il padre sta dicendo, in altre parole: tu, Śvetaketu, sei l'altro polo di Brahman, l'altro suo modo di essere, la sua tensione. Tu non sei l'Io, ma un io di Brahman. Śvetaketu, tu sei il Tu di Brahman, perché è in te che Brahman e ātman si identificano. Da notare che il soggetto della frase non è tu, ma quello: tat tvam asi, letteralmente: quello tu sei. Da notare ancora che, a differenza del termine ātman, il termine Brahman nelle Upaniṣad è di genere neutro, il che indica che esso non è riferito a qualcosa di particolare e definito.

## Il Sé nelle correnti religiose e filosofiche hindu
Il significato di ātman, da quello originario di "soffio vitale", si è evoluto, come si è visto, fino a costituire un concetto metafisico precipuo della filosofia hindu. La traduzione del termine che più comunemente si riscontra in letteratura è "Sé".

Questo termine, "Sé", è più in genere adoperato per indicare quel principio trascendente e autonomo, accettato da quasi tutte le filosofie hindu, fatta eccezione dei buddhisti e materialisti. Ognuna di queste correnti ha una propria visione del Sé.

### Sāṃkhya
Il Sāṃkhya classico, dottrina codificata da Īśvarakṛṣṇa nel suo Sāṃkhyakārikā intorno al IV secolo CE, postula due principi metafisici fondamentali, eterni e antitetici: puruṣa e prakṛti.

Puruṣa è il principio trascendente insito in ogni essere, coscienza pura dell'individuo, il Sé. Prakṛti è tradotto con "materia", o "natura", intendendo con questo termine non soltanto ciò che nella filosofia occidentale si intende, pur nelle varie interpretazioni, con "materia", ma anche l'insieme delle funzioni intellettiva e affettiva dell'essere senziente: il concetto di prakṛti include quello di "mente", essendo quest'ultima considerata un aspetto dell'evoluzione della materia stessa. Puruṣa è in verità un'entità plurale, indicando l'insieme di tutti i Sé; Prakṛti ha affinità con ciò che in Occidente si indica con natura naturans, la natura che nel suo divenire genera sé stessa.

Il Sé (puruṣa) non va confuso con l'"Io" empirico, che è, questo sì, legato alla materia (prakṛti), e in quanto tale è considerato come non reale, illusorio. Il concetto di puruṣa si può pertanto dire simile a quello di ātman, sebbene il termine non sia utilizzato.

Quello del Sāṃkhya è dunque un sistema dualista, e ateistico, nel quale il Sé appare vincolato alla materia, ma in realtà ne è eternamente distinto. È l'"io" empirico a trasmigrare da un corpo all'altro (saṃsāra), in quello che è l'ininterrotto processo di trasformazione della materia, non il Sé. Ed è proprio la comprensione metafisica di questa fondamentale distinzione (viveka), la conoscenza metafisica che discrimina fra spirito e materia cioè, a condurre alla liberazione (kaivalya):
(Samkhyakarika, 61; traduzione di Corrado Pensa.)

### Yoga
Il sistema religioso-filosofico dello Yoga, così come esposto da Patañjali negli Yogasūtra (composto fra il I e il V secolo CE), è molto vicino a quello del Sāṃkhya, con due principali differenze dottrinali. Lo Yoga ammette l'esistenza di un dio, o Signore (Īśvara), visto come uno speciale tipo di Sé (puruṣa) non vincolato in alcun modo alla materia (prakṛti), ed è quindi un sistema teistico, sebbene a Īśvara non sia assegnata una posizione preponderante nella dottrina. L'altra differenza sussiste nel modo di intendere e classificare le funzioni intellettive.

Lo Yoga si distingue inoltre dal Sāṃkhya nel metodo: mentre quest'ultimo si serve della conoscenza metafisica (la gnosi), lo Yoga adopera tecniche psicofisiche per la sospensione degli stati normali di coscienza (l'ascesi), lungo un percorso costituito da esperienze sovrasensoriali ed extrarazionali che portano l'adepto al totale discernimento fra puruṣa e prakṛti, e quindi alla liberazione (mokṣa), intesa come identificazione con il Sé, o col Signore, nelle scuole che prediligono l'aspetto devozionale.

In conclusione, né il termine ātman né brahman sono centrali nello Yoga e nel Sāṃkhya, essendo questi concetti più propriamente pertinenti al Vedānta, sebbene il concetto di puruṣa abbia affinità con quello di ātman, ciò senza dimenticare però che il primo è concetto plurale, l'ātman certo no. Una differenza fra il puruṣa e l'ātman vedantico è che il primo non è dotato dell'attributo della "felicità", poiché puruṣa è per definizione impassibile: piacere e dolore sono solo esperienze della mente.

### Vedānta
Il Vedānta, altro sistema (darśana) ortodosso dell'induismo, prosegue la speculazione upaniṣadica sul Sé (ātman), prendendo avvio dai Brahmasūtra, testo datato fra il IV e il V secolo CE e attribuito a Bādarāyaṇa, e che ha come oggetto di ricerca il brahman. L'interpretazione dei 555 aforismi di questo testo, concisi ed ermetici, ha dato luogo a più di una scuola esegetica; fra le più note si ricordano: Advaita Vedānta ("Vedānta non dualista"); Viśiṣṭādvaita Vedānta ("Vedānta qualificato non duale"); Dvaita Vedānta ("Vedānta dualista"). Le differenze dottrinali vertono proprio sul modo di intendere il rapporto che sussiste fra Dio, il Sé e il mondo della materia.

#### Advaita Vedānta
Il fondatore nonché più noto esponente dell'Advaita Vedānta è Śaṇkara (788 – 820). Śaṇkara riprende i concetti di ātman e brahman delle Upaniṣad ed elabora una filosofia nella quale questi due princìpi sono presentati come ontologicamente identici. La liberazione (mokṣa) consiste nel discriminare fra ciò che è Sé (ātman) e ciò che non lo è, e quindi riconoscere nell'ātman il soggetto identico all'Assoluto (brahman). Il metodo che il filosofo indica per debellare l'ignoranza (āvidya) che offusca quest'unico soggetto, consiste nella corretta lettura e interpretazione dei testi rivelati, attraverso l'ascolto (śravaṇa), il pensiero (manana) e la meditazione (nidhidhyāsana).

Non vi è spazio, nel pensiero di Śaṇkara, per l'azione (karmakāṇḍa), ossia per la ritualità, ma tutto è centrato sulla conoscenza (jñānakāṇḍa). Pur concedendo la possibilità di una fede (bhakti) in un Signore personale (Īśvara), Śaṇkara puntualizza che questa è una forma inferiore di conoscenza: concepire l'Assoluto come possessore di attributi (saguṇa) vuol dire ammettere ancora una distinzione fra l'Assoluto stesso e il Sé.

Ātman e Brahman, Sé e Dio, sono dunque per Śaṇkara sinonimi, rappresentando un'unica realtà spirituale. Il mondo sembra sì dotato di una sua realtà empirica, appare sì molteplice negli aspetti che si manifestano nello spazio e nel tempo, ma tutto ciò è soltanto frutto dell'ignoranza, non è opera di Brahman, ma conseguenza della maya, evoluzione irreale dal reale, illusione, diretta conseguenza della nostra limitata visione.

#### Viśiṣṭādvaita Vedānta
Rāmānuja (1017 – 1137 circa), il principale esponente del Viśiṣṭādvaita Vedānta, pur restando vicino alle posizioni del Vedānta, critica e rifiuta l'interpretazione di Śaṇkara, là dove costui afferma che il mondo dell'esperienza sia illusione (maya) frutto dell'ignoranza, e che la fede in un dio personale sia una forma di conoscenza inferiore. Rāmānuja usa il termine jīva per indicare il "sé individuale" e sostiene che questo sé è distinto e al contempo partecipe del divino, del Signore (Īśvara) cioè, causa efficiente e materiale del tutto. Ne è partecipe poiché e la materia (prakṛti) e i sé (jīva) sono il corpo del Signore, e nulla esisterebbe se non esistesse Dio; ne è distinto poiché il sé ha una sua propria autentica realtà. La liberazione non consiste nell'eliminazione dell'ignoranza (come con Śaṇkara), ma nella piena comprensione della vera natura di Dio e nell'eliminazione del karman passato. Dio, nel suo aspetto esteriore, si manifesta per mezzo della grazia, dell'amore e della generosità, qualità che lo rendono pertanto accessibile. La liberazione conduce all'unione della jīva con Dio, ed è in questo senso che la dottrina è detta ādvaita, cioè "non duale".

Il Viśiṣṭādvaita Vedānta non fa quindi riferimento al concetto di ātman, ma a quello di jīva, concetto molto più vicino a quello occidentale di anima; la jīva è dotata di una sua realtà distinta da quella dell'Assoluto, pur essendo una manifestazione del corpo di Dio.

#### Dvaita Vedānta
Nel XIII secolo Madhva propose una nuova interpretazione del Vedānta, elaborando una teologia dualista (dvaita, da cui appunto Dvaita Vedānta) secondo la quale sussiste una ferma distinzione (bheda) fra l'Assoluto (inteso come dio personale, Īśvara) e i sé (jīvātman). Secondo Madhva ogni cosa nell'universo è unica e non può essere ricondotta ad altra; sussiste una quintuplice differenza: fra il Signore e ogni sé; fra i singoli sé; fra il Signore e la materia (prakṛti); tra i sé e la materia; fra i singoli fenomeni della materia. Il Signore, però, è causa efficiente, ma non materiale, di ogni cosa, è il sostrato comune di tutto e nulla esiste che non dipenda da Lui: la materia e i sé sono stati creati da Lui, ma hanno una loro distinta realtà. Conseguenza di questa visione è che Dio, nella sua essenza ultima, non è conoscibile, essendo il principio interiore di ogni cosa. All'uomo resta soltanto la via della devozione (bakhti), mediante la quale il sé può essere partecipe della beatitudine (ānanda) del Signore..

### Śivādvaita e teologie śaiva
Nel fare riferimento a un Dio personale la tradizione vedantica è per lo più associata ai movimenti vaiṣṇava, al culto cioè di Visnù, o anche di Kṛṣṇa, suo avatāra. Un'interpretazione vedantica del culto di Śiva, altra principale divinità hindu, la si ha nel XIII secolo con Śṛī Kaṇṭha. Al di là di questa dottrina, gli altri movimenti śaiva sono considerati non ortodossi nell'Induismo, in quanto non riconoscono come fonte principale della rivelazione i Veda, ma i Tantra.

Nello Śaivasiddhānta il Signore (pati) è altro dall'anima (paśu) e dal mondo (paśa). Si tratta quindi di una teologia essenzialmente dualista, che in ciò si differenzia dalle scuole moniste del Kashmir, per le quali il Sé, il mondo e il Signore costituiscono invece un'unica realtà. Secondo i principali pensatori della scuola monista del Pratyabhijñā, cioè Somānanda, Utpaladeva, Abhinavagupta e Kṣemarāja, vissuti fra il X e l'XI secolo, il Sé è caratterizzato da "coscienza" ed è identico a Dio (Śiva).

In questa teologia, Dio, che è causa materiale ed efficiente dell'universo, opera servendosi della sua potenza (śakti), a Lui identica: il processo di espansione ed evoluzione della materia e delle funzioni umane si dispiega attraverso un insieme di categorie che ricalca in buona parte quelle del Sāṃkhya, aggiungendovi altre che appartengono al divino. In questo processo l'anima (puruṣa) si frammenta e si vede separata per effetto della maya, intesa qui come potenza creatrice e non come illusione. La liberazione consta quindi nel riconoscimento della propria natura divina, nell'unione con Śiva, nell'essere completamente consapevoli che, come afferma l'incipit degli Śivasūtra di Vasugupta, testo fondamentale nello shivaismo kashmiro:
(Śivasūtra, I, 1.)

## La critica buddista dell'ātmane la dottrina dell'anātman
In questo senso vi sarà la critica, nel Buddhismo dei Nikāya (IV secolo a.C.), dell'ātman (sans., atta, pāli) inteso come anima o Sé, riportata nell'insegnamento buddhista dell'anātman (sans., anatta, pāli). È da notare tuttavia che questa possibile assenza, negli insegnamenti buddhisti del Sutrapitaka (sans., Sutta Piṭaka, pāli) del canone buddhista (detti anche Āgama-Nikāya), di una struttura portante nel continuum di consapevolezza e nella retribuizione karmica causerà, nello sviluppo del Buddhismo, segnatamente nelle scuole Sarvāstivāda e Vatsīputrīya, l'elaborazione di dottrine in qualche modo analoghi a quella dell'ātman: svabhava e pudgala.
Ciò sarà comunque oggetto di dibattito e critica tra le scuole buddhiste nel corso del loro sviluppo storico, anche se la scuola Vatsīputrīya si estinse in India con la scomparsa in quel sub-continente dello stesso Buddhismo.

## Scuole di pensiero occidentali
Il termine è stato ripreso in occidente nell'ambito della letteratura teosofica, che traducendo atma come «respiro» ma anche come «se stesso», lo considera il costituente supremo dell'anatomia occulta dell'uomo, denotandone propriamente la sua essenza più autentica, ritenuta una scintilla dell'immensità divina.